# Брајсон (Тексас)
Брајсон (енгл. Bryson) град је у америчкој савезној држави Тексас. По попису становништва из 2010. у њему је живело 539 становника.

## Демографија
Према попису становништва из 2010. у граду је живело 539 становника, што је 11 (2,1%) становника више него 2000. године.
| Група             | 2000.       | 2010.       |
| Белци             | 487 (92,2%) | 457 (84,8%) |
| Афроамериканци    | 4 (0,8%)    | 7 (1,3%)    |
| Азијати           | 2 (0,4%)    | 0 (0,0%)    |
| Хиспаноамериканци | 9 (1,7%)    | 51 (9,5%)   |
| Укупно            | 528         | 539         |